# Syncerastis
Syncerastis é um gênero de mariposa pertencente à família Acrolepiidae.